# Carlos Cuarón

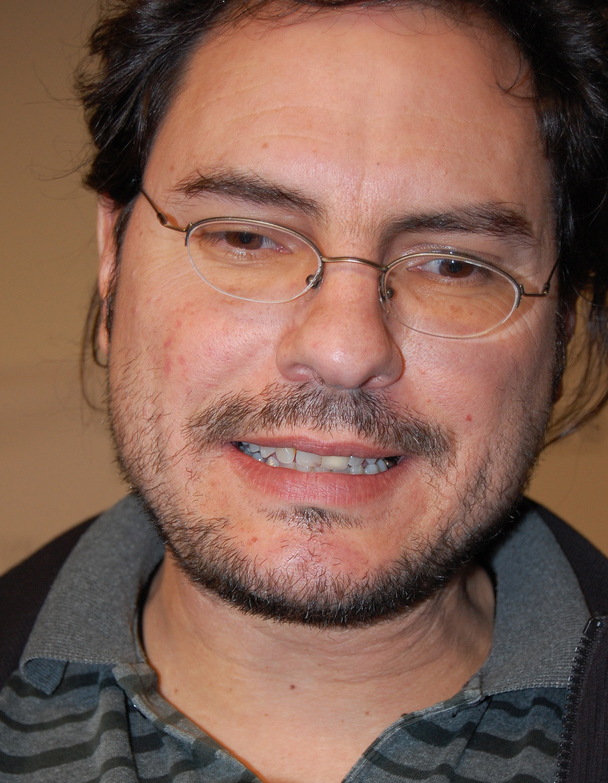
Carlos Cuarón (2009)

Carlos José Cuarón Orozco  (* 2. Oktober 1966 in Mexiko-Stadt, Mexiko) ist ein mexikanischer Regisseur, Drehbuchautor und Produzent.

## Leben
Cuarón ist der Bruder von Alfonso Cuarón und Onkel von dessen Kindern Jonás Cuarón, Tess Bu Cuarón und Olmo Teodoro Cuarón, die auch bereits im Filmgeschäft Fuß gefasst haben.
Cuarón studierte Englische Literator an der Nationalen Autonomen Universität von Mexiko (UNAM). Anschließend begann er an einigen Kurzfilmen, wie zum Beispiel 1991 bei Sólo con tu pareja, den sein Bruder inszenierte, als Drehbuchautor zu arbeiten und gewann dafür im selben Jahr einen Ariel Award für das beste Originaldrehbuch.
Zusammen mit seinem Bruder schrieb er das Drehbuch zu Y tu mamá también – Lust for Life (2001), bei dem unter anderem die Schauspieler Gael García Bernal, Diego Luna und Maribel Verdú mitwirkten. Die beiden erstgenannten spielten bei weiteren Filmen der beiden Brüder, unter anderem beim Regiedebüt von Carlos, mit. Für Y tu mamá también – Lust for Life wurden beide für zahlreiche Filmpreise, und anderem für den BAFTA Award und den Academy Award, nominiert.

## Filmografie (Auswahl)
Als Regisseur:
- 1997: Sistole Diastole (Kurzfilm)
- 2002: Me la debes (Kurzfilm)
- 2002: Noche de bodas (Kurzfilm)
- 2002: Juego de niños (Kurzfilm)
- 2005: Ofelia (Kurzfilm)
- 2008: Rudo y Cursi
- 2010: The Second Bakery Attack

Als Drehbuchautor:
- 1989–1990: Hora Marcada (Fernsehserie, 4 Folgen)
- 1990: El motel de la muerte (Fernsehfilm)
- 1991: Sólo con tu pareja
- 1997: Sistole Diastole (Kurzfilm)
- 1997: Wer zum Teufel ist Juliette? (Dokumentation)
- 2001: Y tu mamá también – Lust for Life (Y tu mamá también)
- 2002: Me la debes (Kurzfilm)
- 2002: Noche de bodas (Kurzfilm)
- 2002: Juego de niños (Kurzfilm)
- 2005: Ofelia (Kurzfilm)
- 2006: Poncho Balón (Fernsehserie)
- 2008: Rudo y Cursi
- 2010: The Second Bakery Attack

Als Produzent:
- 2002: Me la debes (Kurzfilm)
- 2004: The Assassination of Richard Nixon (Dokumentation)
- 2006: Poncho Balón (Fernsehserie)

## Auszeichnungen
- 1992: Ariel Award: Nominierung in der Kategorie Bestes Drehbuch für Sólo con tu pareja
- 1992: Ariel Award: Auszeichnung in der Kategorie Beste Originalgeschichte für Sólo con tu pareja
- 2001: Filmfestspiele von Venedig: Auszeichnung in der Kategorie Bester technischer Beitrag für ...mit deiner Mutter auch!
- 2003: Chlotrudis Award: Nominierung in der Kategorie Bestes Originaldrehbuch für ...mit deiner Mutter auch!
- 2003: BAFTA Award: Nominierung in der Kategorie Bestes Originaldrehbuch für ...mit deiner Mutter auch!
- 2003: Oscar: Nominierung in der Kategorie Bestes Originaldrehbuch für ...mit deiner Mutter auch!
- 2004: Ariel Award: Nominierung in der Kategorie Bestes Drehbuch, das direkt für die Leinwand geschrieben wurde für El misterio del Trinidad
- 2009: Ariel Award: Nominierung in der Kategorie Bestes Debüt für Rudo y Cursi